# Гурджаани (вино)
Гурджаани (груз. გურჯაანი) — грузинское марочное белое сухое вино. Завоевало 9 серебряных и 1 бронзовую медаль на международных конкурсах и винных выставках. В СССР получило № 3.

## Технология изготовления
Выделывается из сортов винограда Ркацители (93 %) и Мцване (7 %), поставляемых из Гаре-Кахети (5 % Мцване и 7 % Ркацители), Мукузанского (43 % Ркацители) и Гурджаанского (45 % Ркацители) микрорайонов.
Содержит от 10,5 до 12,5° спирта; имеет кислотность 5,5—7,5 г/л, светло-золотистую окраску; фруктовый букет; полный, гармоничный, мягкий, свежий вкус.

## Традиции употребления
Подаётся к рыбным блюдам и блюдам из птицы, сочетается с сырными нарезками и рыбно-овощными закусками. Лучше подавать охлаждённым (10—12 °С).

## История
Одно из первых, при внедрении в XIX веке в грузинское виноделие европейских технологий, отказалось от старинных кахетинских способов. В европейских технологиях для изготовления вина (брожения) используется только выдавленный из ягод виноградный сок, в то время как в традиционных грузинских способах косточки, веточки и кожица не удаляются.
В советской Грузии вырабатывалось с 1943 года.